# Augustin Ringeval
Augustin Ringeval (13 avril 1882 à Aubigny-aux-Kaisnes - 3 juillet 1967 à Amélie-les-Bains) est un cycliste français.

## Biographie

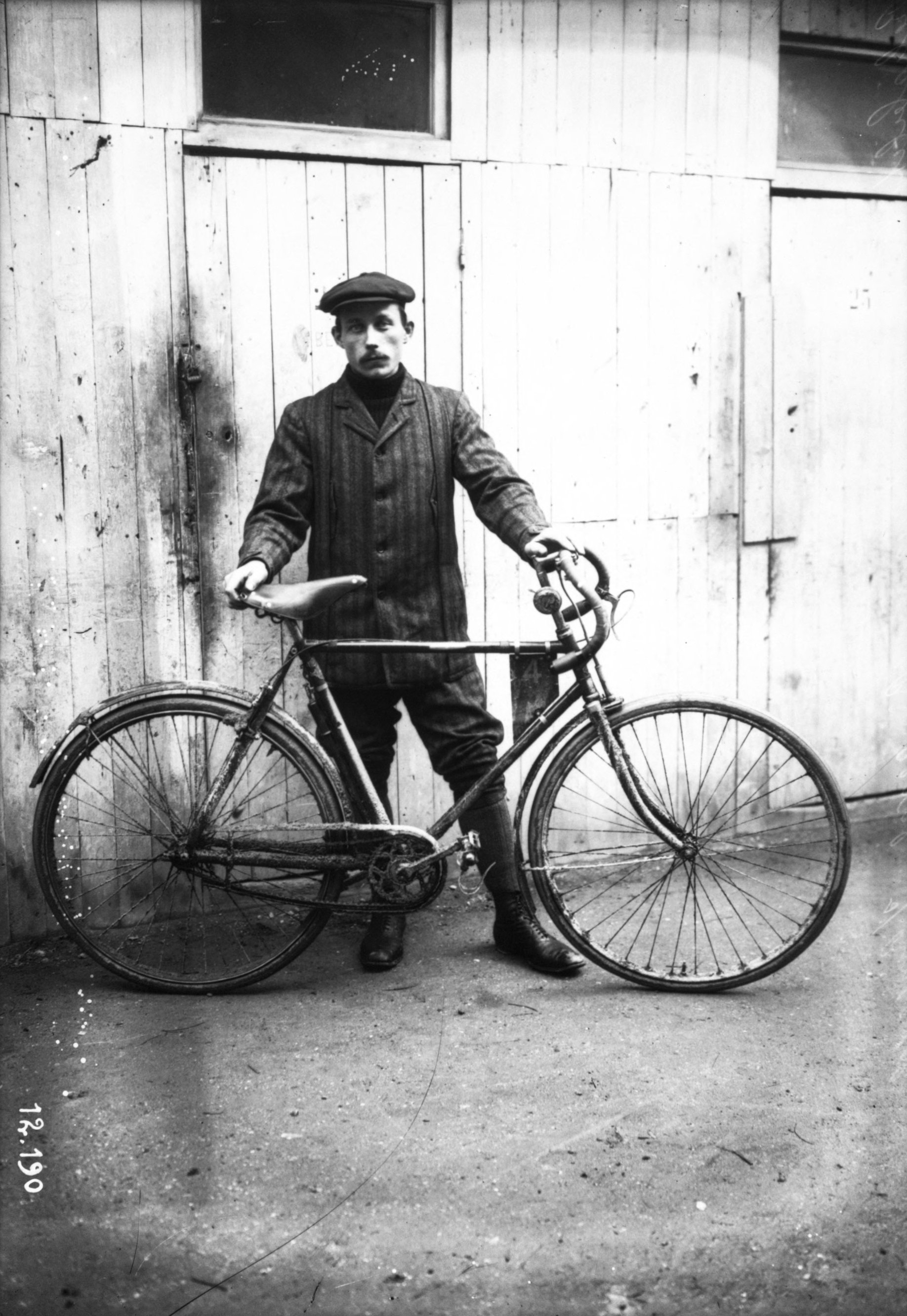
Augustin Ringeval en 1910.

Cycliste professionnel de 1905 à 1913. Mobilisé dans l'infanterie pendant la Première Guerre mondiale, il est blessé par balle à l'index gauche le 15 février 1915 à Vauquois.

## Palmarès
- 1903
  - Paris-Laon
  - Paris-Joigny
  - 2e de Paris-Honfleur
- 1905
  - 2e de Paris-Valenciennes
  - 2e de Paris-Honfleur
  - 6e du Tour de France
- 1907
  - 2e de Bordeaux-Paris
  - 5e de Paris-Roubaix
- 1908
  - 4e de Milan-San Remo
  - 5e de Bordeaux-Paris
  - 5e de Paris-Bruxelles
- 1910
  - 4e de Bordeaux-Paris

## Résultats sur le Tour de France
- 1905 : 6e du classement général
- 1906 : abandon (7e étape)
- 1907 : 8e du classement général
- 1908 : abandon (4e étape)
- 1909 : abandon (12e étape)
- 1910 : 19e du classement général
- 1912 : 30e du classement général
- 1913 : abandon (2e étape)